# Lucius Septimius Marcellinus

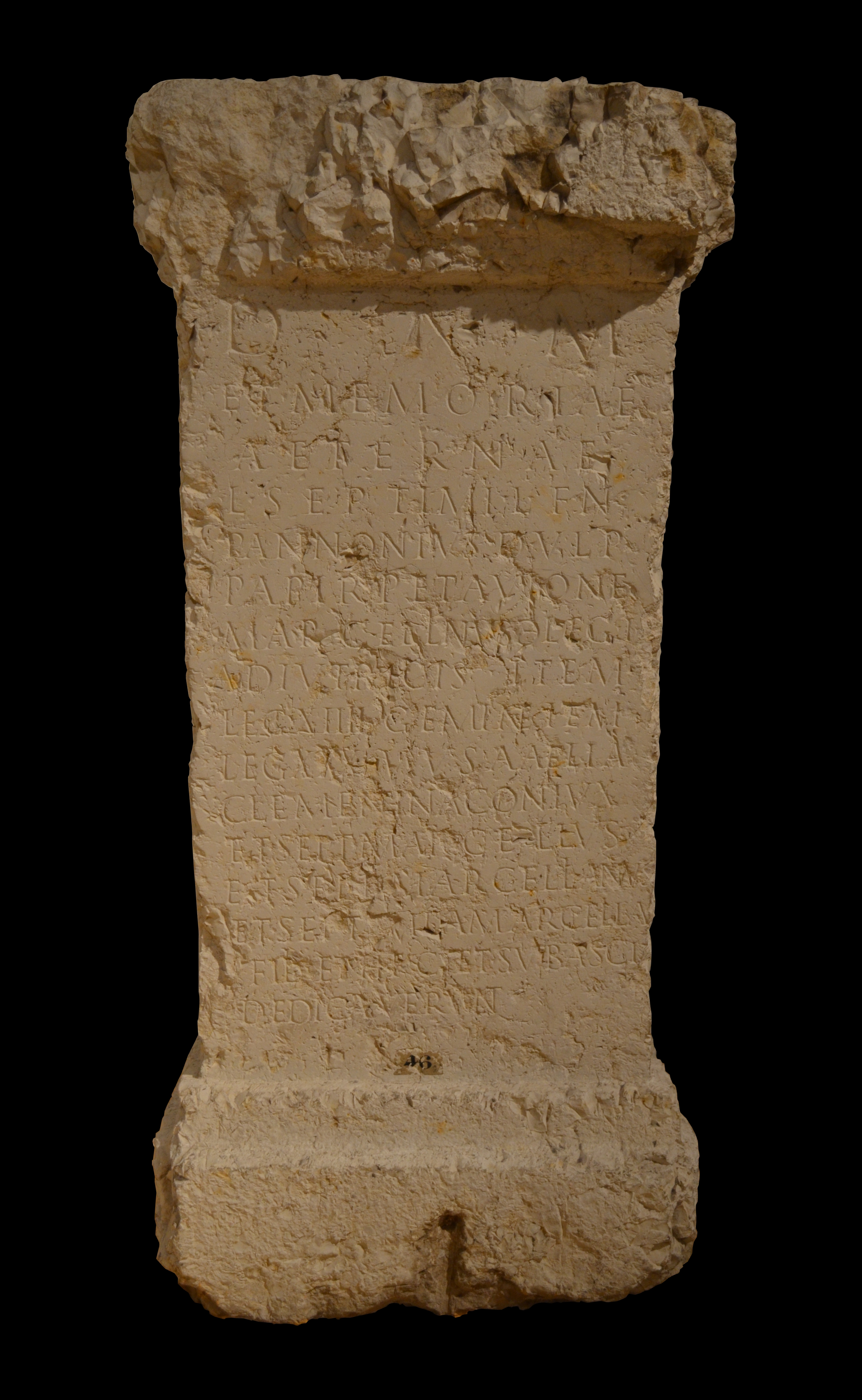
Die Inschrift

Lucius Septimius Marcellinus (vollständige Namensform Lucius Septimius Luci filius Papiria Marcellinus) war ein im 2. und 3. Jahrhundert n. Chr. lebender Angehöriger der römischen Armee.
Durch eine Inschrift, die in Lugudunum gefunden wurde, ist belegt, dass Marcellinus Centurio in drei Legionen war: zunächst in der Legio I Adiutrix, die ihr Hauptlager in Brigetio in der Provinz Pannonia superior hatte, danach in der Legio XIIII Gemina, die ihr Hauptlager in Carnuntum in derselben Provinz hatte und zuletzt in der Legio XXX Ulpia Victrix, die ihr Hauptlager in Vetera in Germania inferior hatte.
Marcellinus hatte das römische Bürgerrecht durch Septimius Severus erhalten und trat vermutlich nach dem Ende des Bürgerkriegs 197 in die Armee ein. Zum Centurio wurde er wahrscheinlich erst nach dem Ende seiner regulären Dienstzeit während der Regierungszeit von Severus Alexander (222–235) befördert. Er wurde als Angehöriger der Legio XXX Ulpia Victrix nach Lugudunum versetzt, wo er verstarb. Da seine Truppe in der Inschrift den Beinamen „Severiana Alexandriana“ trägt, dürfte er noch vor dem Tod dieses Kaisers verstorben sein.
Marcellinus war in der Tribus Papiria eingeschrieben. Er bezeichnet sich als Pannonier (natione Pannonius) und stammte aus Poetavio (domo Ulpia Poetavione). Der Grabstein wurde von seinen Erben aufgestellt und unter der Ascia geweiht; als Erben werden seine Ehefrau Aelia Clementina und die Kinder Titus Septimius Marcellus, Titus Septimius Marcellianus und Septimia Marcella genannt.